# Sturz cântător
Sturzul cântător (Turdus philomelos) este o specie de pasăre, care aparține familiei Turdidae din ordinul Paseriforme (Passeriformes) și care trăiește într-o mare parte a Eurasiei.

## Taxonomie
Sturzul cântător a fost descris de ornitologul german Christian Ludwig Brehm în 1831 și poartă încă numele științific original, Turdus philomelos. Numele generic, Turdus, înseamnă sturz în latină, iar epitetul specific se referă la un personaj din mitologia greacă, Philomela, căreia i s-a tăiat limba, dar a fost transformată într-o pasăre cântătoare. Numele ei este derivat din greaca veche  Φιλο philo- („iubitor”) și μέλος melos („cântec”).